# Eigenharp

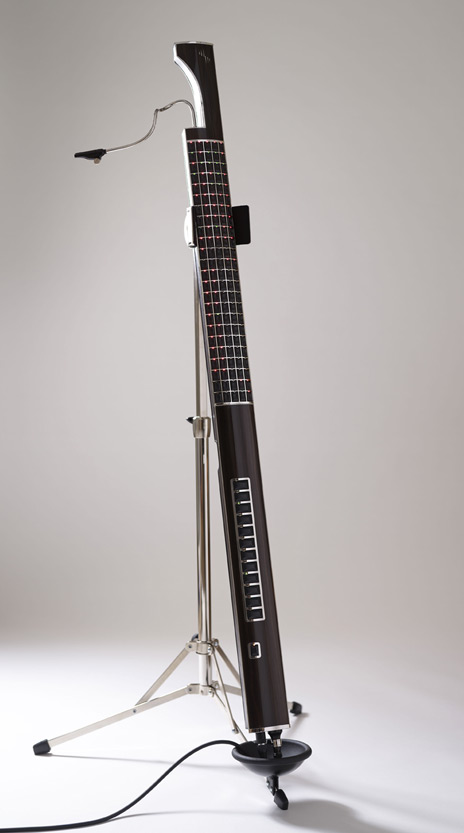
Um Eigenharp Modelo Alpha

Eigenharp é um tipo de instrumento eletrônico feito pela Eigenlabs, companhia baseada em Devon, Reino Unido, inventado por John Lambert e lançado em 2009 após um período de desenvolvimento de oito anos. O "instrumento" é, em essência, um controlador altamente flexível e portátil, com o som que está sendo efetivamente gerado no software que o dirige.

## Modelos
São atualmente 3 modelos:  Alpha, Tau e Pico, em ordem decrescente de tamanho. Cada um tem um tubo de ar, uma matriz de teclado (120, 72, e 18) e um controlador de fita. O Alfa e o Tau também tem 12 teclas de percussão cada, um segundo controlador de fita  e saída para auscultadores. A Alpha também possui microfone pré-amplificador com uma entrada sobre o instrumento.